# Міщенко Анна Валеріївна
Анна Валеріївна Міщенко (25 серпня 1983) — українська легкоатлетка, спеціаліст з бігу на середні дистанції, медалістка чемпіонатів Європи.

## Особисті рекорди
- На відкритому повітрі : 4 хв 04,37 (Варшава, 8 червня 2010)
- У залі : 4 хв 13,90 (Суми, 18 лютого 2009)